# Varietas delectat
Varietas delectat (в переводе с лат. — «разнообразие доставляет удовольствие») — выражение из пролога ко второй книге «Басен» Федра, где римский баснописец говорит о том, что, обрабатывая многие сюжеты своего греческого предшественника Эзопа, основоположника жанра басни, он стремится сохранить в них дух автора, однако для разнообразия добавляет и нечто своё.
Похожая фраза по смыслу: Amant alterna Camenae — Камены (Музы) любят чередование.

Но я дух Эзопов сохранить хочу 

А если что и вставлю для того, чтоб слух

Порадовать речей разнообразием, — 

Прими читатель, это доброжелательно.
— пер. М.Гаспарова. Пролог // "Басни". — М.: Эксмо-Пресс, 2001. — С. 8-11. — ISBN 5-04-002665-X.